# Большой углозуб
Большой углозуб — хвостатое земноводное («тритон») из семейства углозубов (Hynobiidae). Схож с сычуаньским углозубом, к которому данный вид иногда относят, однако ещё больше на него похож тайбайский горный углозуб.

## Описание
Крупный (15—21 см), коренастый тритон. Голова умеренно уплощенная. Морда короткая и закругленная. Угол рта позади заднего края глаза. На верхней и нижней челюстях сидят крошечные зубы. Язык овальной формы без свободного конца. Сошниковых зубов четыре в «V»-образной серии. Туловище плотное. Длина туловища у самцов немного превышает длину хвоста, у самок они примерно равны. Костальных борозд 11. Ноги сильные, но относительно короткие: будучи вытянуты вдоль туловища по направлению друг к другу, передние и задние ноги оказываются разделенными 1—3 костальными бороздами у взрослых (у сеголетков соприкасаются). Бугорки на стопах отсутствуют у большинства особей. Участки покровов на пальцах и стопах ороговевают. Хвост округлый в основании и постепенно уплощается к своему концу. Образующийся в результате хвостовой плавник умеренно высокий. У взрослые могут сохранять личиночный признак — незаросшие жаберные щели.
От внешне очень похожего тайбайского горного углозуба отличают ороговевшие покровы на пальцах и особенно стопах и сохранение жаберных щелей у взрослых, от сычуаньского горного углозуба — более крупные размеры и сошниковые зубы, располагающиеся в виде буквы «V».

## Распространение и образ жизни
Вид известен только с речки Лундун, протекающей по склонам горы Эмэй в китайской провинции Сычуань. Постоянноводный вид. Населяет нижнее течение реки и лесные ручьи на прилегающей к ней территории, встречен на высоте 1300—1800 м. Размножается на каменистых участках с холодной водой, яйцевые мешки подобно другим видам рода прикрепляет к камням.

## Состояние популяций
Уязвимый вид с узким ареалом, при этом используется в традиционной китайской медицине и в пищу. Также неблагоприятное воздействие на вид оказывал массовый сбор камней из русла реки, в том числе мест размножения, на строительные нужды. Хотя сейчас, по сообщению (недоступная ссылка), это контролируется.